# Reconeixement amerindi als Estats Units
|  | Aquest article tracta sobre reconeixement amerindi als Estats Units. Si cerqueu reconeixement estatal de les tribus, vegeu «Tribu reconeguda estatalment». |

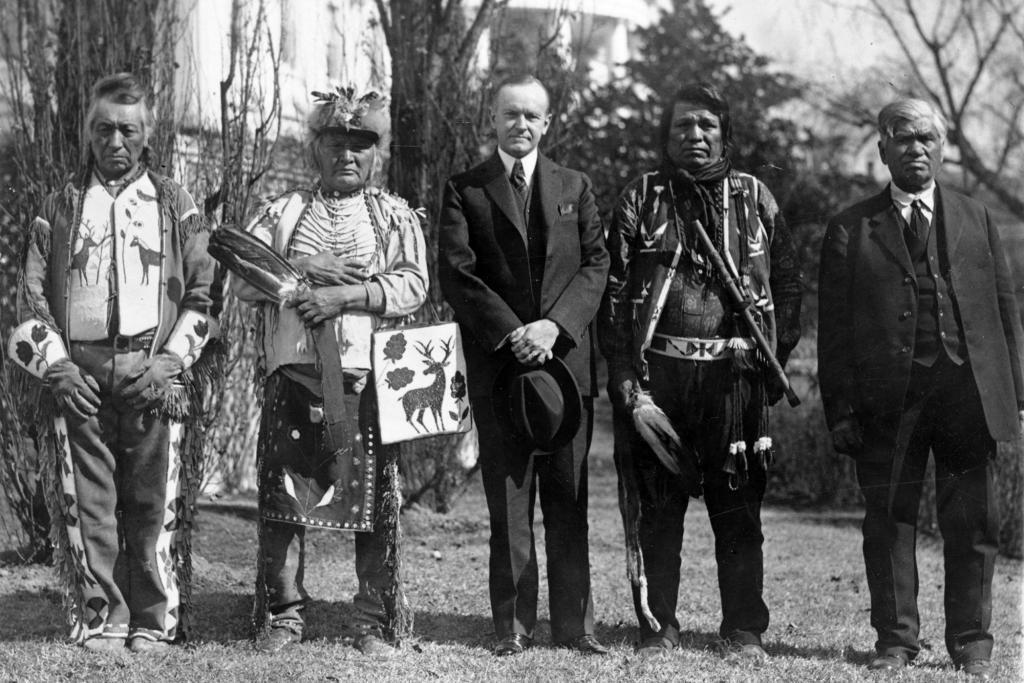
El president Coolidge amb quatre amerindis osage en una cerimònia a la Casa Blanca

El reconeixement amerindi als Estats Units sovint es refereix al procés amb el que una tribu és reconeguda pel govern federal dels Estats Units, o una persona que se'ls hagi atorgat afiliació a una tribu reconeguda federalment. Hi ha 565 tribus reconegudes federalment als Estats Units.
Els Estats Units reconeixen el dret d'aquests pobles a l'autogovern i recolza la seva sobirania tribal i l'autodeterminació. Aquestes tribus tenen dret a establir els requisits legals per a l'adhesió. Poden formar el seu propi govern, dictar lleis (civils i penals), impostos, llicències i la regulació de les activitats, zona, i excloure persones dels territoris tribals. Les limitacions als poders tribals d'autogovern inclouen les mateixes limitacions aplicables als estats. Per exemple, ni tribus ni els estats tenen el poder de fer la guerra, participar en relacions exteriors o encunyar moneda.
Abunden les definicions legals sobre els amerindis; segons un estudi del Congrés de 1978, hi ha més de 33 definicions diferents d'"amerindi" utilitzades en la legislació federal. El nombre de definicions augmenten quan es van incloure els estatuts d'inscripció tribal. Les agències governamentals dels Estats Units poden tenir diverses definicions d'"amerindi". Per exemple, el Centre Nacional d'Estadístiques de la Salut actualment assigna la raça de la mare a un nen nascut de pares de diferents "races". Quan les persones es donen respostes multiracials a les preguntes sobre l'origen, només s'introdueix la primera raça.
La Llei de Llibertat Religiosa dels Indis Americans de 1978 usa una definició de dues parts que és especialment influent. S'hi defineix "amerindi" com una persona que pertany a una tribu índia, que alhora és un grup que "es reconeix amb dret als programes i serveis especials proporcionats pels Estats Units als indis per la seva condició d'indis."

## Definicions legislatives, històriques i jurídiques

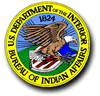
Segell de la Bureau of Indian Affair

La Cort Suprema dels Estats Units no ha requerit universalment la pertinença a tribus reconegudes a nivell federal perquè una persona sigui classificada com a ameríndia. A vegades l'afiliació d'una persona a una tribu reconeguda pel govern federal no ha estat suficient per a la seva classificació com a amerindi als ulls dels tribunals.
La Llei de Delictes Majors de 1885 va col·locar set delictes greus sota jurisdicció federal si eren comesos per nadius americans en territori nadiu americà. El Departament de Justícia exigia que l'acusat fos un membre inscrit d'una tribu per a ser coberts per la Llei de Delictes Majors.
En el seu memoràndum de 1935 a John Collier, el Comissionat d'Afers Indis, el fiscal assistent Felix S. Cohen va discutir els drets d'un grup d'indis no tribals sota la Llei de Reorganització Indígena. Aquesta llei defineix una persona com a indígena basant-se en tres criteris, la pertinença tribal, l'ascendència ancestral o quàntum de sang.
En la dècada de 1930, quan estava més involucrat en la determinació de la classificació dels indis americans, el govern federal utilitzava cinc factors per certificar als individus que afirmaven ser més mestís d'indi: registres tribals, testimonis del sol·licitant, declaracions jurades de persones familiaritzades amb el sol·licitant, resultats d'un antropòleg, i testimoni del sol·licitant d'haver mantingut "una mesura considerable de cultura i hàbits de la vida índia." L'intent d'utilitzar les característiques físiques per definir als amerindis creà algunes situacions paradoxals. El 1939, per exemple, la BIA va enviar l'antropòleg de Harvard Carl Selzer al Comtat de Robeson (Carolina del Nord) per revisar els reclams dels lumbee, que eren d'ascendència mestissa. L'ús de mètodes d'avaluació s'utilitzava en l'antropologia física, però ja descomptat "ell va mesurar les seves característiques i va posar un llapis en el pèl de cada indi, assenyalant la sang "índia" si el llapis lliscava a través i negroide si no lliscava. Els resultats del seu estudi eren absurds, enumerant els nens com indis mentre ometia els seus pares, i col·locava germans i germanes en costats oposats de la línia de puresa de la sang."

### Reconeixement terminat

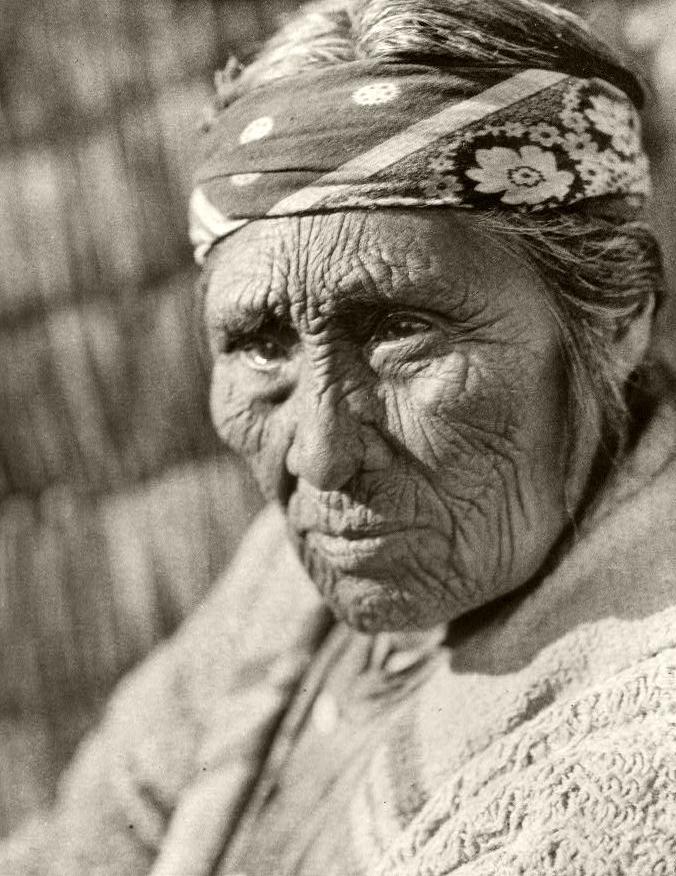
Anciana klamath per Edward S. Curtis, 1924

En els anys 1950 i 1960, el govern federal va veure algunes tribus com a prou capaces d'auto-governar-se i, per tant, "ja els calia la supervisió federal." El govern va posar fi a la seva relació amb nombroses tribus sota aquesta política, incloent els menominees de Wisconsin i els klamaths d'Oregon. Moltes tribus s'hi van oposar i han buscat la restauració del reconeixement. No tots han rebut la restauració i Brownell (2001) informà que la política havia "devastat" molts dels grups. En particular les tribus de Califòrnia s'han vist fortament afectades per l'època de terminació. Per exemple la Ranxeria Taylorsville es va crear i va participar en l'IRA, però en l'època de la terminació la terra de la tribu va ser venuda al comtat de Plumas per ser utilitzada per un parc i un club esportiu. El govern no va posar fi oficialment a la tribu a través d'una llei del Congrés, però la tribu no va ser inclosa en la llista de les tribus federalment reconegudes. La Ranxeria Taylorsville Rancheria ha estat als llimbs des de llavors i continua lluitant per restaurar el seu estatut de tribu reconeguda.

## Recent canvi a definició “política”
A causa de la continuació de determinar la pertinença indígena per criteris racials, com quantum de sang o ascendència índia, el govern quedaria en una posició constitucionalment indefensable i s'ha tractat de canviar la forma en què es preveuen en els seus estatuts i reglaments la distribució dels beneficis als indis. La preocupació per la mateixa protecció i la sobirania tribat ja portat al govern federal a reduir el seu paper com a àrbitre de les normes d'elegibilitat basats en la raça. Aquesta política de permetre a les tribus lliure determinació de la pertinença, així com altres aspectes de la seva vida, s'ha desenvolupat des de l'administració Nixon en 1970. Nixon va dir que l'objectiu ha de ser “enfortir el sentit indi d'autonomia sense amenaçar el seu sentit de comunitat. I cal deixar clar que els indis poden ser independents del control federal sense ser preocupar-se de perdre el suport federal.”
La llei fonamental de l'època va ser la Llei d'autodeterminació índia i assistència a l'Educació de 1975. Aquesta llei va iniciar el procés de transferència de competències per l'administració de fons federals i els programes per als governs tribals amerindis. El senador Daniel K. Inouye, president del Comitè del Senat dels Estats Units sobre Afers Indis, va dir en 1994 que "sobirania, el dret immanent d'autogovern i autodeterminació, és el punt focal de totes les qüestions indígenes."
El govern s'ha desplaçat a construccions socials: definicions "polítiques" pels que la legislació ha definit els indis basant-se en la pertinença a tribus reconegudes federalment. El govern i moltes tribus prefereixen aquesta definició, ja que permet a les tribus determinar el significat d'"indianitat" en els seus propis criteris d'admissió Alguns analistes critiquen el paper del govern federal, fins i tot en aquesta forma limitada, ja que encara estableix certes condicions de la naturalesa dels criteris d'adhesió.
En alguns casos un membre inscrit d'una tribu reconeguda federalment pot no tenir "sang" ameríndia documentada (descendència biològica). Alguns dels lliberts de la Nació Cherokee d'Oklahoma solien-ne membres. Després de la Guerra Civil el tractat de 1866 del govern dels Estats Units amb els cherokees derrotats, que havien estat aliats de la Confederació, se'ls exigia alliberar llurs esclaus i proporcionar als lliberts la ciutadania de la tribu. En un referèndum recent, la Nació Cherokee limità el ser-ne membre únicament a aquelles persones que poguessin demostrar descens d'almenys un amerindi que aparegués als Registres Dawes. Això exclou gairebé 2.000 lliberts cherokees, que amb els seus avantpassats havien format de la tribu per generacions. Els litigis sobre aquest assumpte continua.
La Llei d'Arts i Oficis Amerindis de 1990 pot ser l'única legislació indígena federal recent que va tenir, en totes les fases de deliberació legislativa, suport dels amerindis. Aquesta llei requeria que només els indis se'ls permetrà comercialitzar les seves artesanies com a "Indian made" i es vendrà a les fires d'artesania índia. Això era per aturar la pèrdua econòmica per als amerinis a causa de les reclamacions dubtoses i fraudulentes d'aquest tipus, que s'ha estimat entre 400 i 800 milions $ a l'any. En la Llei, es descrivia "indi" com a "tota persona que sigui membre d'una tribu ameríndia; o per al propòsit d'aquesta secció és certificat com a artesà indi d'una tribu índia". Es va definir tribu ameríndia de manera més àmplia que únicament les tribus amb reconeixement federal, sinó també a "qualsevol grup indígena que hagi estat reconegut formalment com a tribu indígena per una legislatura estatal o per una comissió o organització estatal similar investida d'autoritat tribal legislativa reconeguda estatalment." L'amplitud buscava en part protegir les llibertats civils dels que tenen patrimoni i la cultura amerindis però que no són membres d'una tribu. Tanmateix, la definició no era prou àmplia com per evitar desautoritzar molts artistes l'origen indi dels quals no estava en dubte, com el ben conegut pintor cherokee Bert Seabourn.
La legislació federal de 1994, la Llei de Llibertat Religiosa Ameríndia dona una altra definició comuna, la definició d'un amerindi com algú que pertany a una tribu índia, que és un grup que "es reconeix com amb dret als programes i serveis especials prestats pels Estats Units als amerindis per la seva condició d'amerindis."
El resultat de l'existència de múltiples definicions legals pels amerindis és que un pot ser elegible per rebre beques d'estudi, però no beneficis sanitaris, pot ser elegible per a ser cap d'una tribu, però no obtenir un préstec de la B.I.A o una beca índia per a una universitat estatal.
Utilitzant les lleis federals per definir senyals "ameríndies" a algun tipus de control governamental permanent sobre els indis, tot i que el govern tracta d'establir un sentit de respecte, la "indianitat" esdevé un terme jurídic rígid definit per la BIA en lloc d'una expressió de tradició, història i cultura de molts grups que es reclamen descendents de les tribus anteriors al contacte amb els europeus i que no són reconegudes pel govern federal. Segons Rennard Strickland, un erudit en legislació ameríndia, el govern federal utilitza el procés de reconeixement dels grups en una estratègia de «divideix i venceràs» als indis: «la qüestió de qui és ‘més’ o ‘el més’ indi pot allunyar la gent de les preocupacions comuns».

## Reconeixement

### Obtenció del reconeixement federal
Avui hi ha 565 grups (bandes i tribus) reconeguts com a amerindis pel govern. Aquestes tribus que ja han assolit el reconeixement federal no volen que el procés sigui més fàcil. Alguns portaveus afirmen que podria encoratjar altres tipus de grups sense envair les tribus reconegudes. El portaveu de la Nació Cherokee Mike Miller suggereix que les persones amb un interès en la cultura ameríndia poden formar grups patrimonials. Les tribus reconegudes federalment sospiten dels esforços de les tribus no reconegudes per obtenir reconeixement, preocupats que puguin diluir els ja limitats beneficis federals. Com el joc de casino ha elevat dràsticament els ingressos tribals hi ha més competència per part de grups tribals per a obtenir el reconeixement federal i el dret d'explotació de jocs d'atzar a les reserves. Aconseguir el reconeixement és també una forma per a grups de nadius americans per afirmar la seva identitat, la seva indianitat.
Les tribus van ser reconegudes originalment com a parts legals a través dels tractats, ordres executives o proclamacions presidencials. La Llei de Reorganització Índia de 1934 va tenir un paper important en el desenvolupament del concepte de reconeixement federal. Va proporcionar el reconeixement a aquelles tribus amb les que el Govern ja hi mantenia una relació. En virtut de les disposicions, algunes tribus no reconegudes pel govern federal no van ser capaces d'assolir aquest reconeixement.
Durant la dècada de 1960 i principis de 1970 desenes de grups sense reconeixement federal es van presentar per exigir els seus drets com a pobles indígenes. A l'est, grups com els Mashpee Wampanoag presentaren una demanda per les terres perdudes per les generacions anteriors. A l'oest diversos grups reclamaven drets de pesca. Al sud-est, altres reclamaven del govern que els reconegués com a pobles nadius supervivents. Com a grups tribals amb estatut federal reconegut estaven en posició de presentar al·legacions i molts van arribar a veure la injustícia de negar-los-hi el reconeixement com a pobles indígenes, molts partits van arribar a reconèixer la necessitat de procediments més coherents per reconèixer tribus que quedaven fora del cercle. Amb l'entrada tribal, la BIA creat el seu Procés de Reconeixement Federal en 1978. En l'actualitat es coneix com l'Oficina de Reconeixement Federal, i és principal òrgan encarregat de decidir quins grups són elegibles per a obtenir l'estatut.
Els criteris de reconeixement han estat creats per la regulació basada en l'estatut. Són establerts per la branca de reconeixement i recerca de la BIA. Des de mitjans de la dècada de 1970 els representants de les tribus reconegudes pel govern federal han consultat amb BIA en aquests criteris.
Per ser reconegut pel govern federal, un grup ha de complir amb el següent:
- "Des de 1900, ha de comprendre una comunitat diferent i haver existit com a comunitat des de temps històrics;
- ha de tenir influència política sobre els seus membres;
- ha de tenir criteris d'adhesió; i
- els membres han de ser individus descendents d'una tribu indígena històrica i que no estiguin registrats en cap altra tribu."[19] També s'emfatitza en l'existència de relació política persistent com un aspecte de les relacions tribals.[19]

### Reconeixement per als individus
El Cens dels Estats Units permet als ciutadans declarar-se de qualsevol ètnia i sense requisits de validació. Per tant, el cens permet als individus autoidentificar-se com a amerindis, simplement seleccionant la categoria racial "Nadiu Americà/Nadiu d'Alaska". En 1990, uns 1,8 milions de persones s'autoidentificaven al cens com a amerindis. Un 60 per cent d'aquests, o 1,14 milions de persones, són registrats en tribus reconegudes federalment.
Les persones que s'identifiquen com a ameríndies però quen o són part d'un grup reconegut pel govern federal sovint volen unir-se a una tribu reconeguda. El govern tribal, en absència d'una obligació legal que estipuli el contrari, té l'última jurisdicció sobre qui és membre de la tribu. Holly Reckord, un antropòleg que dirigeix la branca de reconeixement i recerca de la BIA, analitza el resultat més comú per a aquells que busquen l'adhesió: "Vam comprovar i trobar que no tenen un rastre d'ascendència índia però estan encara totalment convençuts que són indis. Fins i tot si tens un rastre de sang índia, per què vols seleccionar-la per la seva identitat, i no irlandès o italià? No és clar per què, però en aquest moment en el temps un munt de gent vol ser ameríndia". A vegades aquestes persones són anomenades "wantabes", a la recerca de la seva història familiar i tractant de trobar registres dels nadius americans en la seva història familiar, sovint pels noms que coincideixin amb les persones als registres del cens indi, com els Registres Dawes.
Recentment les tribus reconegudes pel govern federal han vist incrementat el nombre de membres inscrits. En alguns casos això s'ha degut a un ressorgiment de l'interès en l'herència i la cultura indígena. El nombre de persones que s'identifiquen com a indígenes ha crescut encara més ràpidament. Hastings Shade, sotscap de la Nació Cherokee, parla de la llegenda cherokee d'un serp blanca que devora la terra i la gent índia. Moltes generacions després, un jove indi aprèn les seves formes i li clava una estaca al cor. "Al final", la llegenda conclou, "es quedarà només la sang índia, i la gent estarà fent cua per intentar provar que tenen sang índia".

#### Desafiliament
Un individu pot ser expulsat per una tribu, a vegades per delictes greus, però, sovint, pel descobriment que la seva reclamació no estava ben fundada. Són sospitoses nombroses desafiliacions de petites tribus amb ingressos pel casino.

### Indis reconeguts estatalment
Alguns grups que no han estat reconeguts pel govern federal encara han aconseguit reconeixement estatal. Alguns estats, principalment a l'Est, tenen un procés de reconeixement independent del reconeixement federal. Alguns exemples de tribus reconegudes per l'estat són la tribu lumbee de Carolina del Nord i la tribu houma de Louisiana.